# Нейтрино від наднових
Нейтрино від наднових — це слабко взаємодіючі елементарні частинки, що утворюються під час вибуху наднової з колапсом ядра. Масивна зірка колапсує наприкінці свого життя, випромінюючи близько 1058 нейтрино та антинейтрино всіх типів. Світність різних видів нейтрино та антинейтрино приблизно однакова. Вони забирають близько 99 % гравітаційної енергії вмираючої зірки у вигляді сплеску тривалістю десятки секунд. Типова енергія нейтрино наднової становить 10–20 МеВ. Наднові зірки вважаються найсильнішим і найчастішим джерелом космічних нейтрино в діапазоні енергії МеВ.
Оскільки нейтрино генеруються в ядрі наднової, вони відіграють вирішальну роль у колапсі та вибуху зірки. Вважається, що розігрів нейтрино є критичним фактором у вибухах наднових. Таким чином, спостереження нейтрино від наднової дає детальну інформацію про колапс ядра та механізм вибуху. Крім того, нейтрино, що зазнають групових змін типу в щільному внутрішньому середовищі наднової, відкриває можливості для вивчення взаємодії нейтрино-нейтрино. Єдиний потік нейтрино від вибуху наднової, зафіксований на даний момент, це SN 1987A. Тим не менш, при сучасній чутливості детектора очікується, що при спаласі наднової у галактичному ядрі будуть детектуватися тисячі нейтрино. Наступне покоління експериментів розроблено таким чином, щоб бути чутливим до нейтрино від вибухів наднових аж до Андромеди чи далі. Спостереження наднових розширить наше розуміння різноманітних астрофізичних явищ і явищ фізики елементарних частинок. Крім того, виявлення нейтрино від наднової в різних експериментах дає астрономам раннє попередження про цю наднову.

## Історія

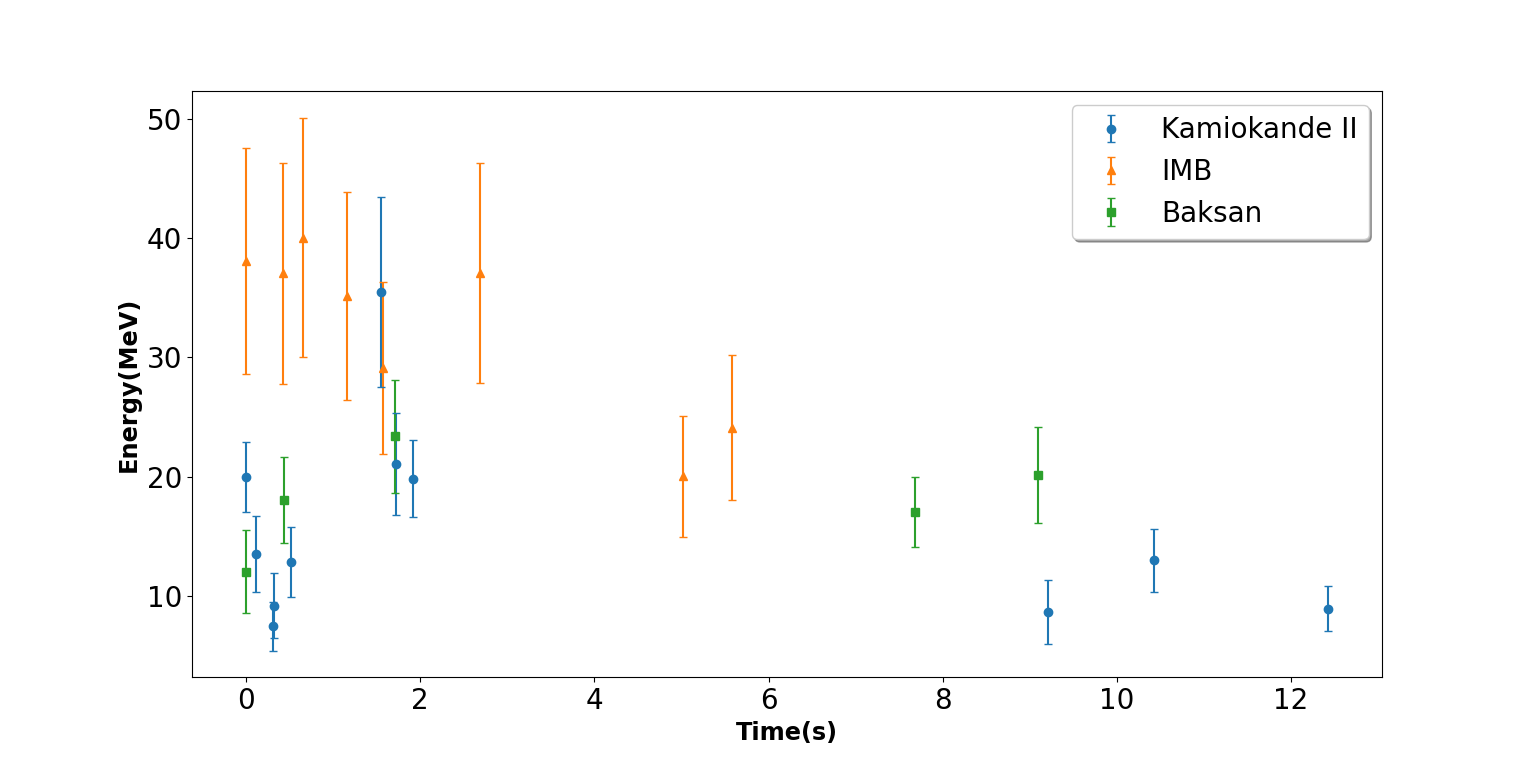
Виявлені нейтрино від SN 1987A

Стірлінг А. Колгейт і Річард Х. Уайт і незалежно В. Девід Арнетт визначили роль нейтрино в колапсі ядра, що призвело до подальшого розвитку теорії механізму вибуху наднової. У лютому 1987 року спостереження нейтрино від наднових експериментально підтвердило теоретичний зв'язок між нейтрино та надновими. Подію, за яку присудили Нобелівську премію, відому як SN 1987A, спричинив колапс блакитної зірки-надгіганта Сандулік -69° 202 у Великій Магеллановій Хмарі за межами нашої Галактики, на відстані 51 тис. пк. Тоді утворилося близько 1058 нейтрино, які забрали майже всю енергію наднової. Два детектори Черенкова потужністю в кілотонну, Kamiokande II та IMB, а також менша обсерваторія Baksan зафіксували загалом 25 нейтрино протягом приблизно 13 секунд. Було виявлено лише нейтрино електронного типу, оскільки енергія нейтрино була нижчою від порогу виявлення мюонних- або тау-нейтрино. Дані про нейтрино SN 1987A, хоч і нечисленні, підтвердили характерні особливості основної моделі наднових, які колапсують та пов'язаного з ними випромінювання нейтрино. Це наклало сильні обмеження на такі властивості нейтрино, як заряд і швидкість розпаду. Спостереження вважається проривом у галузі фізики наднових і нейтрино.

## Властивості
Нейтрино — це ферміони, тобто елементарні частинки зі спіном 1/2. Вони взаємодіють лише через слабку взаємодію та силу тяжіння. Наднова з колапсом ядра випромінює ~ {\displaystyle 10^{52}} нейтрино та антинейтрино за масштаб часу в десятки секунд. Нейтрино наднової забирають близько 99 % гравітаційної енергії вмираючої зірки у формі кінетичної енергії. Енергія розподіляється приблизно порівну між трьома різновидами нейтрино та трьома різновидами антинейтрино. Їхня середня енергія становить близько 10 МеВ. Нейтринна світність наднової зазвичай становить близько {\displaystyle 10^{52}{\text{ерг}}}{\displaystyle {\text{с}}^{-1}}. Події колапсу ядра є найпотужнішим і найчастішим джерелом космічних нейтрино в діапазоні енергії МеВ.
Під час спалаху наднової всередині ядра утворюється величезна кількість нейтрино. Тому вони мають фундаментальний вплив на колапси та вибухи наднових. Вважається, що розігрів від нейтрино є причиною вибуху наднової. Осциляції нейтрино під час колапсу та вибуху породжують сплески гравітаційних хвиль. Крім того, взаємодії нейтрино встановлюють співвідношення нейтронів до протонів, визначаючи результат нуклеосинтезу важчих елементів у нейтринному вітрі.

## Утворення
Нейтрино від наднової утворюються, коли масивна зірка руйнується в кінці свого життя, скидаючи свою зовнішню оболонку під час вибуху. Механізм затримки вибуху нейтрино Вільсона використовувався протягом 30 років для пояснення колапсу ядра наднової.

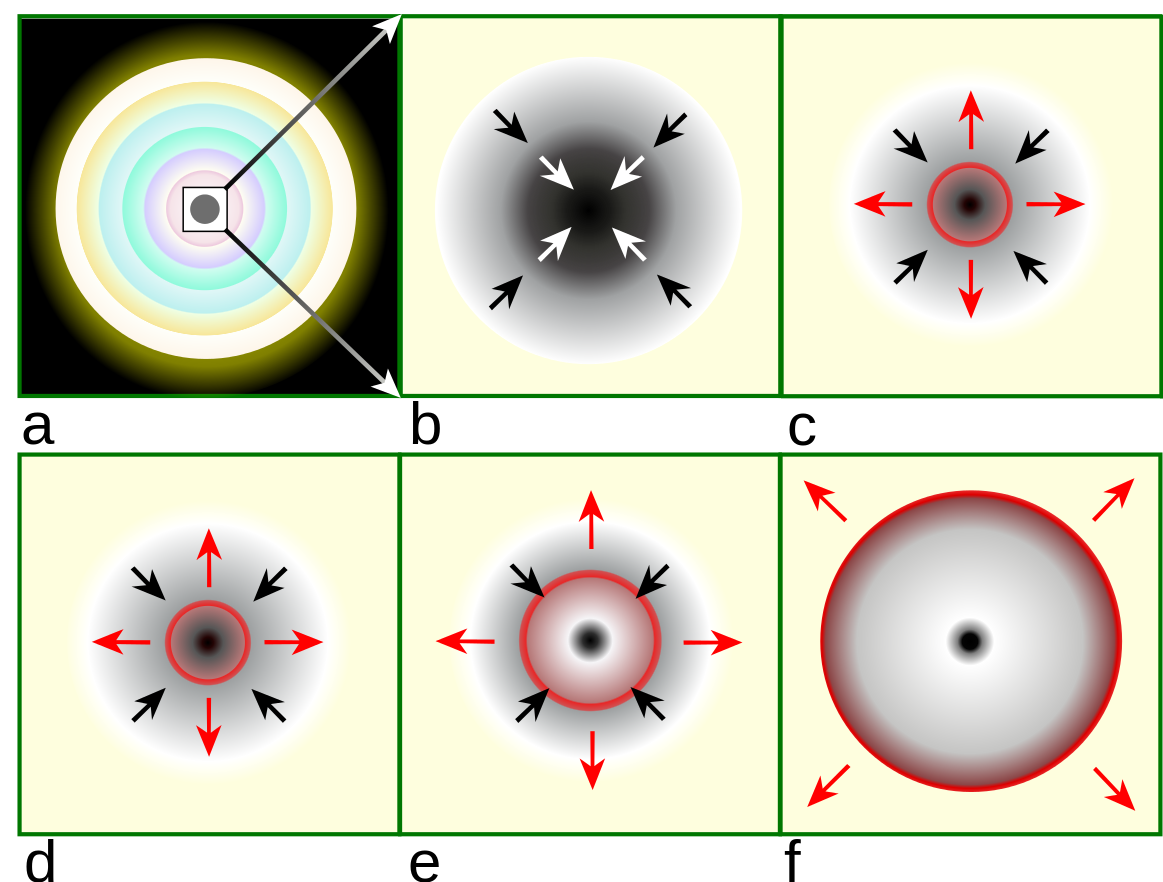
Еволюційні етапи колапсу ядра наднової: (a) Фаза нейтронізації (b) Падіння матеріалу та захоплення нейтрино (c) Генерація ударної хвилі та вибух нейтрино (d) Зупинення ударної хвилі (e) Нагрівання нейтрино (f) Вибух

Ближче до кінця життя масивна зірка, як цибулина, складається з оболонок різних елементів із залізним ядром у центрі. Під час ранньої стадії колапсу електронні нейтрино утворюються шляхом захоплення електронів на протонах, зв'язаних всередині ядер заліза:
{\displaystyle \mathrm {e} ^{-}+\mathrm {p} \rightarrow \nu _{e}+\mathrm {n} }
Зазначена вище реакція утворює ядра, багаті нейтронами, що призводить до нейтронізації активної зони. Тому це називається фазою нейтронізації. Деякі з цих ядер зазнають бета-розпаду та виробляють антиелектронні нейтрино:
{\displaystyle \mathrm {n} \rightarrow \mathrm {p} +\mathrm {e} ^{-}+{\bar {\nu }}_{e}}
Ці процеси зменшують енергію ядра та його лептонну густину. Отже, тиск вироджених електронів не може стабілізувати зоряне ядро проти сили тяжіння, і зірка руйнується. Коли щільність центральної області колапсу перевищує 1012 г/см3 час дифузії нейтрино перевищує час колапсу. Таким чином, нейтрино потрапляють в пастку всередині ядра. Коли центральна область ядра досягає ядерної щільності (~ 1014 г/см3), ядерний тиск зумовлює уповільнення колапсу. Це генерує ударну хвилю у зовнішньому ядрі (область залізного ядра), яка викликає вибух наднової. Захоплені електронні нейтрино вивільняються у вигляді нейтринного спалаху в перші десятки мілісекунд. З моделювання було виявлено, що вибух нейтрино та фотодезінтеграція заліза послаблюють ударну хвилю протягом мілісекунд після поширення через залізне ядро. Ослаблення ударної хвилі призводить до падіння маси, яка утворює нейтронну зірку. Це відоме як фаза акреції та триває від кількох десятків до кількох сотень мілісекунд. Область високої щільності затримує нейтрино. Коли температура досягає 10 МеВ, теплові фотони генерують електрон — позитронні пари. Нейтрино та антинейтрино утворюються через слабку взаємодію електрон-позитронних пар:
{\displaystyle \mathrm {e} ^{-}+\mathrm {e} ^{+}\rightarrow {\bar {\nu }}_{\alpha }+\nu _{\alpha }}
Яскравість електронних нейтрино значно вища, ніж неелектронних. Коли температура нейтрино підвищується в нагрітому ядрі, нейтрино активізують ударну хвилю через реакції зарядженого струму з вільними нуклонами:
{\displaystyle \nu _{e}+\mathrm {n} \rightarrow \mathrm {p} +\mathrm {e} ^{-}}
{\displaystyle {\bar {\nu }}_{\mathrm {e} }+\mathrm {p} \rightarrow \mathrm {e} ^{+}+\mathrm {n} }
Коли тепловий тиск, зумовлений нагріванням нейтрино, зростає вище тиску матерії, що падає, зупинена ударна хвиля відновлюється, і нейтрино вивільняються. Нейтронна зоря охолоджується, оскільки утворення та вивільнення пар нейтрино тривають. Тому ця стадія називається фазою охолодження. Світність різних видів нейтрино та антинейтрино приблизно однакова. Нейтринна світність наднової значно падає через кілька десятків секунд.

## Осциляції
Знання потоку та розподілу типів нейтрино за ударною хвилею є важливим для реалізації механізму нейтринного нагріву у комп'ютерному моделюванні вибухів наднових. Осциляції нейтрино в щільній речовині є активною сферою досліджень.

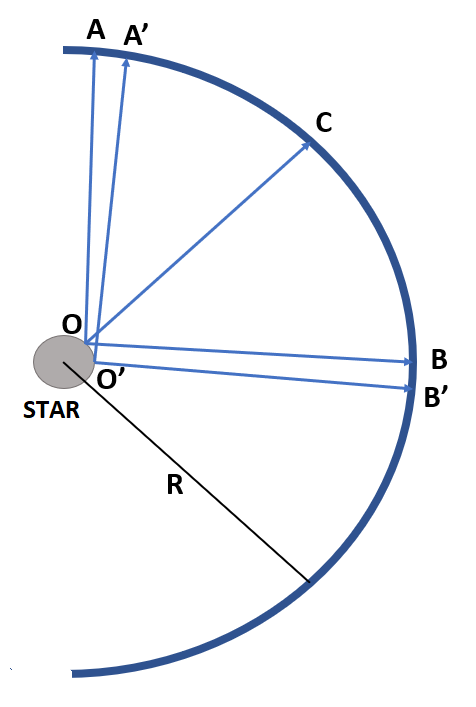
Схема моделі нейтринної колби

Нейтрино зазнають зміни свого типу після того, як вони термічно відокремлюються від протонейтронної зірки. У моделі нейтринної колби нейтрино всіх видів роз'єднуються на одній чіткій поверхні поблизу поверхні зірки. Крім того, передбачається, що нейтрино, що рухаються в різних напрямках, проходять однакову довжину шляху при досягненні певної відстані R від центру. Це припущення відоме як однокутова апроксимація, яка разом зі сферичною симетричністю наднової зірки дозволяє нам розглядати нейтрино, випромінювані в одному і тому ж ароматі, як ансамбль і описувати їх еволюцію лише як функцію відстані.
Еволюція типу нейтрино для кожного енергетичного режиму описується матрицею щільності:
{\displaystyle {\hat {\rho }}_{t}(E,R)=\sum _{\alpha =e,\mu ,\tau }{\frac {L_{\nu _{\alpha }}e^{\frac {-t}{\tau }}}{\langle E_{\nu _{\alpha }}\rangle }}f_{\nu _{\alpha }}(E)|\nu _{\alpha }\rangle \langle \nu _{\alpha }|}
де {\displaystyle L_{\nu _{\alpha }}} є початковою нейтринною світністю на поверхні протонейтронної зірки, яка експоненціально спадає. Припускаючи час розпаду за {\displaystyle \tau } загальна енергія, випромінювана за одиницю часу для певного аромату, може бути задана як {\displaystyle L_{\nu _{\alpha }}e^{\frac {-t}{\tau }}}. {\displaystyle \langle E_{\nu _{\alpha }}\rangle } являє собою середню енергію. Таким чином, частка дає кількість нейтрино, випромінюваних за одиницю часу в цьому ароматі. {\displaystyle f_{\nu _{\alpha }}(E)} є нормалізованим розподілом енергії для відповідного типу
Ця ж формула справедлива і для антинейтрино.
Світність нейтрино знаходиться за таким співвідношенням:
{\displaystyle E_{B}=6\times \int _{0}^{\infty }L_{\nu _{\alpha }}e^{-t/\tau }dt}
Інтеграл множиться на 6, оскільки вивільнена енергія зв'язку ділиться порівну між трьома типами нейтрино та трьома типами антинейтрино.
Еволюція оператора густини задана рівнянням Ліувіля:
{\displaystyle {\frac {d}{dr}}{\hat {\rho }}_{t}(E,r)=-i[{\hat {H}}_{t}(E,r),{\hat {\rho }}_{t}(E,r)]}
Гамільтоніан {\displaystyle {\hat {H}}_{t}(E,r)} охоплює вакуумні коливання, взаємодію заряджених струмів нейтрино від електронів і протонів, а також нейтрино-нейтринні взаємодії. Самовзаємодія нейтрино є нелінійним ефектом, який призводить до колективних перетворень типу. Вони значні лише тоді, коли частота взаємодії перевищує частоту коливань вакууму. Як правило, вони стають незначними після кількох сотень кілометрів від центру. Після цього резонанси Міхєєва–Смирнова–Вольфенштейна з речовиною в зоряній оболонці можуть описати еволюцію нейтрино.

## Виявлення
Існує кілька різних способів спостереження наднових нейтрино. Майже всі вони включають реакцію зворотного бета-розпаду для виявлення нейтрино. Реакція є слабкою взаємодією зарядженого струму, де електронне антинейтрино взаємодіє з протоном, утворюючи позитрон і нейтрон:
{\displaystyle {\bar {\nu }}_{\mathrm {e} }+\mathrm {p} \rightarrow \mathrm {e} ^{+}+\mathrm {n} }
Позитрон зберігає більшу частину енергії вхідного нейтрино. Він виробляє конус черенковського світла, який детектується фотопомножувачами (ФЕУ), розташованими на стінках детектора. Коливання нейтрино в речовині Землі можуть впливати на сигнали нейтрино наднових, які виявляються в експериментальних установках.
| Черенковський детектор                               | Super-Kamiokande, Hyper-Kamiokande, IceCube, KM3NeT, Baikal |
| Сцинтиляторний детектор                              | Baksan, LVD, Borexino, KamLAND, JUNO, SNO+, NOνA            |
| Свинцевий детектор                                   | HALO                                                        |
| Рідкий благородний детектор темної матерії           | ArDM, XENON                                                 |
| Камерний проекційний детектор часу на рідкому аргоні | DUNE                                                        |
| Інші детектори                                       | nEXO                                                        |

З поточною чутливістю детектора очікується, що будуть спостерігатися тисячі нейтрино від колапсу наднової в галактичному ядрі. Великі детектори, такі як Hyper-Kamiokande або IceCube, можуть виявляти до {\displaystyle 10^{5}} нейтрино. На жаль, SN 1987A є єдиною надновою від якої вдалося виявити нейтрино на даний момент. За останні 120 років у Чумацькому Шляху не було жодної галактичної наднової, незважаючи на очікувану частоту 0,8-3 на століття. Тим не менш, наднова на відстані 10 кПк дозволить детально вивчити сигнал нейтрино, забезпечуючи унікальне розуміння фізики. Крім того, наступне покоління підземних експериментів, як-от Hyper-Kamiokande, розроблено таким чином, щоб бути чутливим до нейтрино від вибухів наднових аж до Андромеди чи далі. Крім того, припускають, що вони також мають хорошу здатність визначати положення наднової.

## Значення
Оскільки нейтрино наднової походять з глибин всередині зоряного ядра, вони є відносно надійним джерелом даних про її механізм. Через слабку взаємодію з середовищем сигнали нейтрино від галактичної наднової можуть дати інформацію про фізичні умови в центрі колапсу ядра, яка інакше була б недоступна. Крім того, вони є єдиним джерелом інформації про події колапсу ядра, які не призводять до спалаху наднової зірки або коли наднова знаходиться в області, затемненій пилом. Майбутні спостереження нейтрино від наднових накладатимуть обмеження на різні теоретичні моделі колапсу ядра та механізму вибуху, перевіряючи їх на основі прямої емпіричної інформації з ядра наднової.
Через слабку взаємодію з середовищем нейтрино вилітають з зорі відразу після колапсу. На противагу, перш ніж фотонний сигнал вийде з оболонки зірки може бути затримка в години або дні. Тому наднову спостерігатимуть спочатку в нейтринних обсерваторіях. Одночасне виявлення нейтринних сигналів від різних експериментів забезпечило б раннє попередження астрономам, щоб направити телескопи в потрібну частину неба, щоб зафіксувати світло наднової. Система раннього попередження про наднову — це проект, метою якого є об'єднання детекторів нейтрино в усьому світі та запуск електромагнітних аналогічних експериментів у разі раптового надходження нейтрино в детектори.
Еволюція типів нейтрино, що поширюється через щільну та турбулентну внутрішню поверхню наднової, визначається колективною поведінкою, пов'язаною з взаємодією нейтрино-нейтрино. Таким чином, нейтрино від наднової дають можливість досліджувати змішування типів нейтрино в умовах високої щільності. Будучи чутливими до впорядкування та ієрархії маси нейтрино, вони можуть надати інформацію про властивості нейтрино.

## Дифузний фон нейтрино від наднових
Дифузний фон нейтрино від наднових (DSNB) — це космічний фон (анти)нейтрино, утворений накопиченням нейтрино, випромінюваних усіма минулими надновими, що зазнали колапсу ядра. Їх існування було передбачено ще до спостереження наднових нейтрино. DSNB можна використовувати для вивчення фізики в космологічному масштабі. Вони забезпечують незалежний тест швидкості наднової. Вони також можуть надати інформацію про властивості випромінювання нейтрино та зоряну динаміку. Super-Kamiokande встановив верхню межу спостереження для потоку DSNB як {\displaystyle 5.5\;\mathrm {cm} ^{-2}\mathrm {s} ^{-1}} для нейтрино з енергіями понад 19,3 МеВ. Теоретично оцінений потік становить лише половину цього значення. Тому очікується, що сигнал DSNB буде виявлено найближчим часом за допомогою таких детекторів, як JUNO та SuperK-Gd.